# PSPP
PSPP  es una aplicación de software libre para el análisis de datos. Se presenta en modo gráfico y está escrita en el lenguaje de programación C. Usa la biblioteca científica GNU para sus rutinas matemáticas, y  plotutils para la generación de gráficos. Es un reemplazo libre para el software propietario SPSS.

## Características
Proporciona funcionalidades básicas como: frecuencias, tablas cruzadas, comparación de medias; regresión lineal, fiabilidad, reordenamiento de datos, pruebas no paramétricas, análisis factorial, entre otras características.
Los formatos de salida pueden ser: en ASCII, PDF, PostScript o HTML así como algunos gráficos estadísticos:histogramas, gráficos circulares y gráficos de distribución normal.
PSPP puede importar formatos de:Gnumeric, OpenDocument, hojas de Excel, bases de datos Postgres, valores separados por coma y archivos ASCII. Puede exportar archivos en formato SPSS y archivos ASCII. Algunas de las bibliotecas usadas por PSPP pueden ser accedidas vía programación.

### Origen
El proyecto PSPP es libre con licencia GPL, una alternativa al software propietario SPSS.

### Versiones
- 1.4. de agosto de 2020
- 1.2.0 de noviembre de 2018

...
- 0.10.1 de abril de 2016
- 0.10. de marzo de 2016
- 0.8.5 de junio de 2015
- 0.8.4 de febrero de 2015
- 0.7.9 de febrero de 2012
- 0.7.8 de mayo de 2011
- 0.7.7 de abril de 2011
- 0.7.6 de octubre de 2010
- 0.7.5 de junio de 2010
- 0.6.2 de octubre de 2009
- 0.6.1 de octubre de 2008
- 0.6. de junio de 2008
- 0.4.0.1 de agosto de 2007
- 0.4. de agosto de 2005
- 0.3. de abril de 2004
- 0.2.4 de enero de 2000
- 0.1. de agosto de 1998[1]

## Revisiones
El libro "SPSS For Dummies",  el autor trata PSPP bajo el título de "10 Cosas útiles que puedes encontrar en internet".
En 2006, La Asociación de Estadística de Sudáfrica presentó una conferencia en la cual se incluía un análisis de cómo PSPP podía ser usado en reemplazo de SPSS.